# Cinnyris fuscus
Cinnyris fuscus là một loài chim trong họ Nectariniidae.